# Фридрик Оулафсон
Фридрик Оулафсон (на исландски: Friðrik Ólafsson) е исландски шахматист, бивш президент на Международната федерация по шахмат. По професия е юрист.

## Биография
Роден е в Рейкявик, столицата на Исландия. Шампион е на страната си четири пъти: 1952 – 54 и 1963 г. През 1953 г. печели Скандинавското първенство. Първият му голям успех на международната сцена е поделеното трето място с Борислав Ивков в Копенхаген през 1953 г. на световното първенство за юноши до 20 години. Исландецът става гросмайстор през 1958 г., а резултатът му от междузоналния турнир в Порторож същата година (еднакъв брой точки с Боби Фишер) го класира за турнира на претендентите, който е последен етап за определяне на кандидата за световната титла. Там обаче се класира осми с резултат 10/28 т.
През 1978 г. наследява Макс Еве като президент на ФИДЕ. Остава на този пост до 1982 г., когато е сменен от Флоренцио Кампоманес.
През 2003 г. в Рейкявик се провежда мач между Оулафсон и Бент Ларсен, който завършва с резултат 5-3 т. и победа за исландския шахматист.
Оулафсон обикновено играе „Сицилианска защита“ срещу 1.е4 и „Защита Нимцович“ срещу 1.d4. С белите фигури предпочита дебюта „Английско начало“, но използва и класическите ходове 1.е4 и 1.d4.
В живота извън шаха, Оулафсон е женен и има две дъщери. До 1974 г., когато става професионален шахматист, работи като юрист в Исландското министерство на правосъдието.

## Турнирни резултати
- 1955/56 – Хейстингс (1-2 м. с Виктор Корчной)
- 1959 – Бевервайк (1 м.)
- 1963 – Лос Анджелис (3-4 м. на „Купа Пятигорски“ с Мигел Найдорф и резултат 7,5/14 т.)
- 1976 – Вайк ан Зее (1-2 м. с Любомир Любоевич пред Михаил Тал и Боян Курайца)